# Dirphya chrysostigma
Dirphya chrysostigma là một loài bọ cánh cứng trong họ Cerambycidae.